# Michael Schärer
Michael Schärer (* 23. Dezember 1996 in Frutigen) ist ein ehemaliger Schweizer Snowboarder. Er startete in den Disziplinen Halfpipe, Slopestyle und Big Air.

## Werdegang
Schärer belegte bei den Juniorenweltmeisterschaften 2013 in Erzurum den 22. Platz im Slopestyle und den 14. Rang in der Halfpipe. Im März 2013 startete er in Špindlerův Mlýn erstmals im Snowboard-Weltcup und errang dabei den 59. Platz im Slopestyle. Bei den Juniorenweltmeisterschaften 2014 in Chiesa in Valmalenco gewann er die Bronzemedaille in der Halfpipe und die Goldmedaille im Slopestyle. In der Saison 2014/15 erreichte er mit dem 16. Platz im Freestyle-Weltcup sowie den 12. Rang im Slopestyle-Weltcup seine besten Gesamtplatzierungen. Bei den Snowboard-Weltmeisterschaften 2017 in Sierra Nevada kam er auf den 51. Platz im Big Air und auf den 40. Rang im Slopestyle. Im folgenden Jahr errang bei den Olympischen Winterspielen in Pyeongchang den 29. Platz im Slopestyle sowie den sechsten Platz im Big Air. In der Saison 2018/19 gewann er im Slopestyle beim Grandvalira Total Fight und erreichte in Québec mit Platz vier im Big Air seine beste Platzierung im Weltcup. Nach einer Schulterverletzung beendete er im Januar 2021 seine Karriere.

## Teilnahmen an Weltmeisterschaften und Olympischen Winterspielen

### Olympische Winterspiele
- 2018 Pyeongchang: 6. Platz Big Air, 29. Platz Slopestyle

### Snowboard-Weltmeisterschaften
- 2017 Sierra Nevada: 40. Platz Slopestyle, 51. Platz Big Air

## Weltcup-Gesamtplatzierungen
| Saison  | Freestyle | Freestyle | Slopestyle | Slopestyle | Big Air | Big Air |
| Saison  | Punkte    | Platz     | Punkte     | Platz      | Punkte  | Platz   |
| ------- | --------- | --------- | ---------- | ---------- | ------- | ------- |
| 2012/13 | 13        | 216.      | 13         | 117.       | -       | -       |
| 2013/14 | 20        | 157.      | 20         | 90.        | -       | -       |
| 2014/15 | 890       | 16.       | 600        | 12.        | 290     | 17.     |
| 2015/16 | 290       | 74.       | -          | -          | 290     | 20.     |
| 2016/17 | 855       | 52.       | 508        | 39.        | 424,4   | 35.     |
| 2017/18 | 542,5     | 65.       | 15,8       | 97.        | 526,7   | 29.     |
| 2018/19 | 516,7     | 62.       | 16,7       | 99.        | 500     | 21.     |
| 2019/20 | 200       | 100.      | -          | -          | 200     | 38.     |